# Twisted Metal III
Twisted Metal III (рус. Скрученный металл 3) — третья видеоигра из серии Twisted Metal. Разработкой занималась 989 Studios. Вышла 31 октября 1998 года эксклюзивно для консоли PlayStation.

## Обзор
Третья часть игры, в отличие от двух предыдущих была разработана компанией 989 Studios, которая заменила SingleTrac Entertainment. Исходный код игры был переписан с нуля, улучшен искусственный интеллект компьютерных противников и игровая физика. Добавлена возможность играть вчетвером через Playstation Multitap.
Twisted Metal 3, как и четвёртая часть — Twisted Metal 4, не считаются каноническими играми официальной вселенной Twisted Metal, и не имеют никакого отношения к более новым частям в игровой серии.

## Сюжет
Игра никак не развивает сюжет серии. Калипсо устраивает очередной турнир «Скрежет металла», в котором сходятся самые безбашенные и лучшие водители со всего света. Турнир проходит в нескольких точках земного шара. Как обычно, победившего в турнире ждёт исполнение самого заветного желания.

## Персонажи и их автомобили
В игре присутствует 16 различных персонажей, 10 среди которых встречаются в предыдущих частях игры.

#### Стандартные
- Auger — Водитель: Buster Cobb, строитель, желающий показать всем своего внутреннего ребёнка. Изначально хотел отомстить участникам турнира за разрушение его построек.
- Axel — Водитель: Axel, мужчина средних лет, желающий стать единым со своим транспортным средством.
- Club Kid — Водитель: Club Kid, тусовщик, желающий танцевать всю ночь напролёт.
- Firestarter — Водитель: Damien Coles, пироман, желающий устроить барбекю для своих друзей. Изначально планировал сжечь дирижабль Калипсо.
- Flower Power — Водитель: Amber Rose, девушка-эколог, желающая покрыть весь мир цветами. Изначально хотела отомстить участникам турнира за разрушение окружающего мира.
- Mr. Grimm — Водитель: Mr. Grimm, собиратель душ, желающий заполучить душу Калипсо.
- Hammerhead — Водитель: Granny Dread, пенсионерка, желающая сидеть дома и смотреть телевизор целыми днями. Изначально планировала разделаться с участниками турнира, чтобы вернуть тишину и покой в свой район.
- Outlaw — Водители: Jamie Roberts and Buzz Roberts, двое полицейских, желающие избавить улицы города от преступников.
- Roadkill — Водитель: Marcus Kane, сумасшедший бездомный, желающий покинуть этот безумный мир и уединиться в лесу.
- Spectre — Водитель: Lance Wilder, дамский угодник, желающий, чтобы его показывали по телевизору целыми днями.
- Thumper — Водитель: Bruce Cochrane, парень, выросший на улицах Лос-Анджелеса, желающий отвиснуть со своими корешами. Изначально принял участие в турнире, чтобы вернуть уважение в Южный централ.
- Warthog — Водитель: Capt. Rogers, старый солдат с телом молодого юноши, желающий получить себе соответствующую голову.

#### Секретные и боссы
- Sweet Tooth — Водитель: Needles Kane, сумасшедший клоун, желающий съесть все сладости в мире.
- Minion — Водитель: Minion, демон, желающий провести вечность в аду. Изначально хотел отомстить Калипсо за кражу своей силы.
- Darkside
- Primeval

Sweet Tooth и Minion можно разблокировать при помощи паролей.
Играть за Darkside и Primeval можно только при помощи взломщика кодов.

## Арены

#### Стандартные
- Голливуд
- Вашингтон D.C.
- Ангар 18
- Северный полюс
- Лондон
- Токио
- Египет
- Небо

#### Секретные (только в Аркаде)
- Детский клуб
- Склад
- Демонстрационный

## Разработка
После успеха Twisted Metal 2, её разработчик, компания SingleTrac решила не только разрабатывать игры, но и издавать их, для этого ей были заключены контракты с Microsoft и Nintendo, которые так ни к чему и не привели. В итоге SingleTrac была приобретена издателем GT Interactive и стала работать над духовными наследниками Twisted Metal — Rogue Trip: Vacation 2012 и Critical Depth всё для той же PlayStation.
После ухода разработчика развитие серии Twisted Metal было поручено студии 989 Studios, ранее известной под названием Sony Interactive Studios America и помогавшей SingleTrac в разработке первых двух игр серии. Права на движок остались у SingleTrac поэтому 989 Studios пришлось создавать игру с нуля. Важным нововведением стали CGI ролики и лицензированная музыка Pitchshifter и Роба Зомби.

## Отзывы и продажи
| Сводный рейтинг    | Сводный рейтинг                                                                    |
| Агрегатор          | Оценка                                                                             |
| ------------------ | ---------------------------------------------------------------------------------- |
| GameRankings       | 48,97 %                                                                            |
| Иноязычные издания |                                                                                    |
| Издание            | Оценка                                                                             |
| AllGame            | 1,5 из 5 звёзд · 1,5 из 5 звёзд · 1,5 из 5 звёзд · 1,5 из 5 звёзд · 1,5 из 5 звёзд |
| EGM                | 5,37/10                                                                            |
| GameFan            | 87 %                                                                               |
| Game Informer      | 8,25/10                                                                            |
| GamePro            | [ 6 ]                                                                              |
| GameRevolution     | C-                                                                                 |
| GameSpot           | 4,7/10                                                                             |
| IGN                | 4/10                                                                               |
| OPM                | [ 7 ]                                                                              |
| PSM                | [ 8 ]                                                                              |

Игра получила в основном негативные отзывы. Рецензенты жаловались на неудачный дизайн уровней и невменяемую физическую модель, но отмечали удачную музыку и режим для четырёх игроков.
Несмотря на отзывы, игра имела коммерческий успех разойдясь тиражом в 1,14 миллиона копий в одних только США и была переиздана в линейке Sony Greatest Hits.